# Everberg
Everberg ist eine Stadt in der Gemeinde Kortenberg in the belgischen Provinz Flämisch-Brabant.